# Casa de la Ciudad (Valencia)
La Casa de la Ciudad de Valencia fue un antiguo edificio que sirvió de sede para el Consejo Municipal de Valencia. Situada en el lugar ahora ocupado por los jardines del Palacio de la Generalitat Valenciana, fue construida entre 1302 y 1342, y ampliada sucesivamente hasta el siglo XVI. Tras ser demolida, entre 1850 y 1856, los servicios municipales fueron trasladados al nuevo edificio del Ayuntamiento de Valencia.

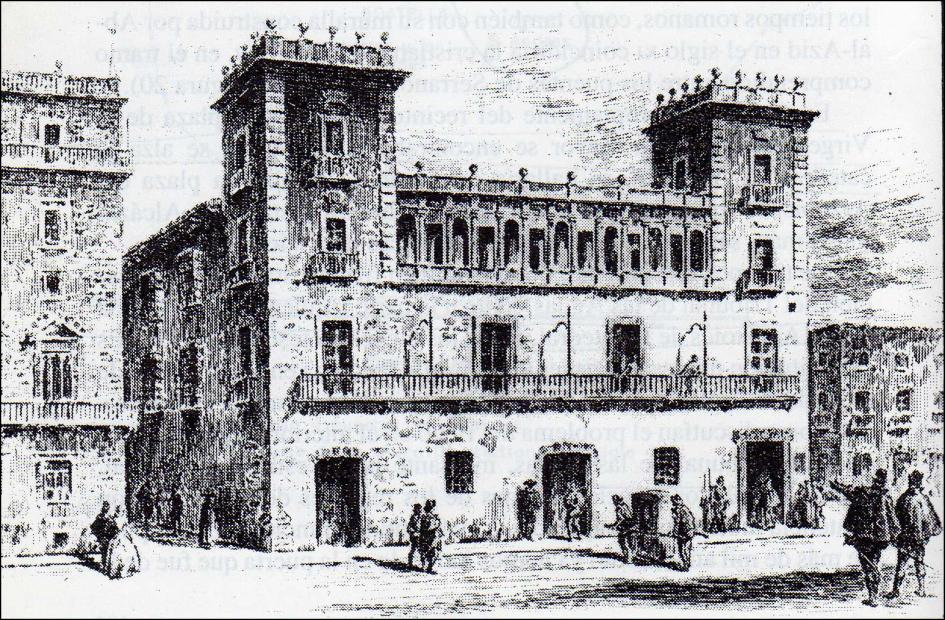
Casa de la Ciudad

## Descripción del edificio

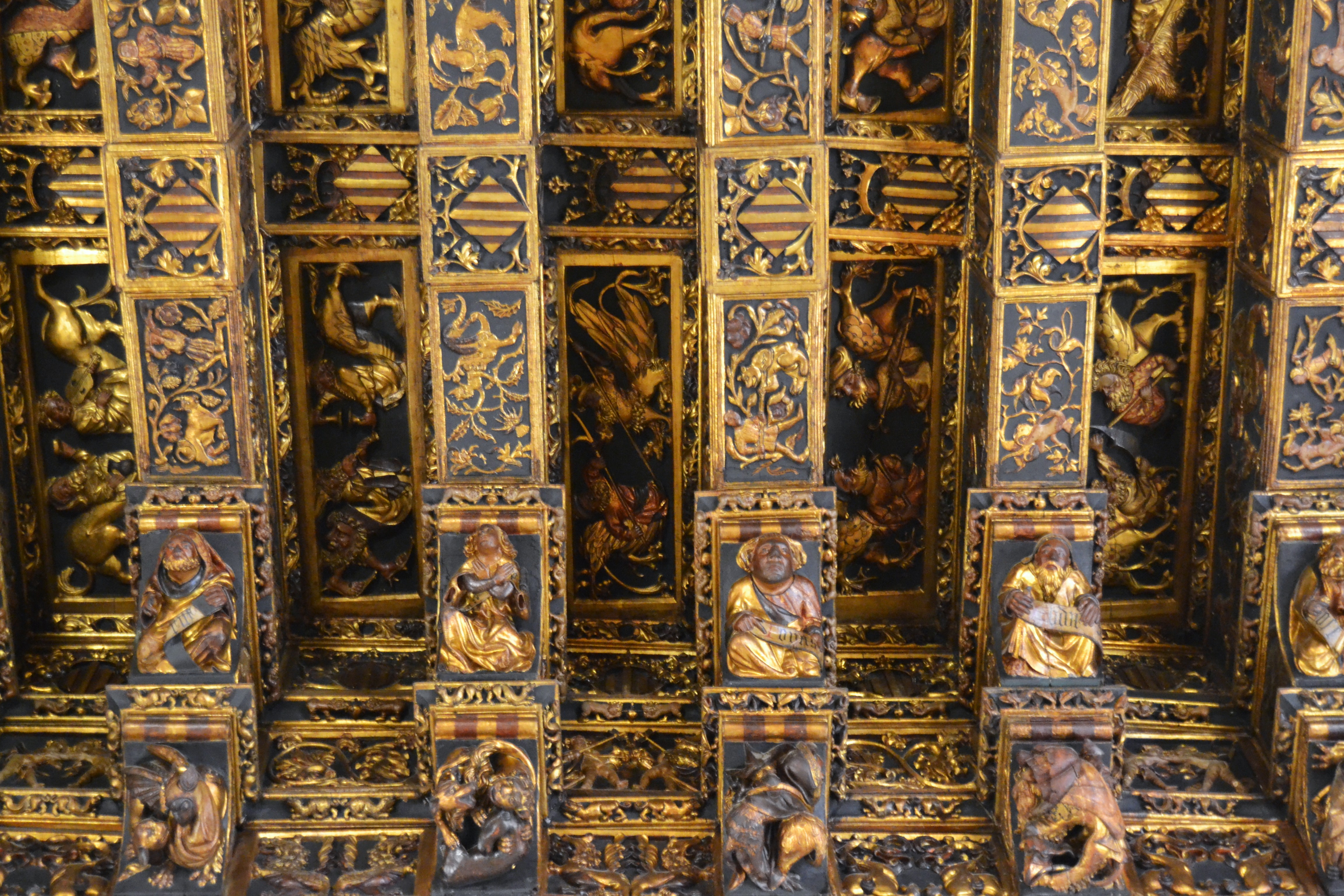
Detalle del techo de la antigua Sala Dorada procedente de la Casa de la Ciudad de Valencia

Debió ser la Casa de la Ciudad de Valencia «uno de los más antiguos e imponentes ayuntamientos medievales de España y en su tiempo podía rivalizar en lujo con la propia residencia de los monarcas en el Palacio del Real.» Por la descripción de algunos autores, «el edificio primitivo había pertenecido a los hijos de Jaime I de Aragón y Teresa Gil de Vidaurre, infantes de Aragón». Tras la extinción de la línea sucesoria masculina, pasó  a propiedad municipal. Desde finales del siglo XIV y durante el XV se embelleció, al mismo tiempo que fueron dotando al edificio de las estancias necesarias para atender una administración creciente, que, como afirma Iborra Bernad, «incluía tres tribunales de Justicia independientes, cárceles y órganos de control de los impuestos, aparte de las salas de reunión protocolarias. En conjunto probablemente no era bello, pero sí monumental y de proporciones gigantescas. Su estancia principal tenía 9 x 22 metros en planta y 9 de altura, el mismo tamaño que el Salón del Trono de los Reyes Católicos en el Palacio de la Aljafería de Zaragoza. Y se elevaba sobre una planta baja de otros 9 metros, por lo que en la Valencia medieval su perfil, rematado por dos torres, debía sobresalir por encima del caserío convencional de dos o tres pisos. Muy probablemente fue el modelo tomado a mediados del XVI para el actual Ayuntamiento de Huesca.»
En base a los dibujo y grabados conservados se observan diferentes detalles del edificio. De planta rectangular con un patio central, dividido en dos en el siglo XVI, se levantan tres alturas además de las mencionadas torres cuadrangulares en sus extremos, aterrazadas y adornadas con bolas. José María Zacarés describía así:

El local o solar que ahora ocupa parece indudable que es sin la menor alteración el mismo que tuvo el palacio de la Reina D.ª Teresa; completamente aislado entre las calles de caballeros, del reloj viejo, de la baylía, del Sr. de Bétera ahora del Ecsmo. conde de Olocau y de los hierros, forma un paralelogramo rectángulo de 162 palmos en los frentes de las calles de Caballeros y del Sr conde de Olocau, por 124 y 130 en los del reloj y de los hierros: Ninguna de cuyas fachadas tiene nada de notable escepto  algunas lápidas romanas y el gran balcón corrido en la calle de Caballeros y la serie de arcos apoyados sobre postes y columnas toscanas que sostienen la corona o remate de todo el edificio.

Su piso bajo era en aquel tiempo un vasto y espacioso zaguán cruzado por arcos de cantería que sostenían el interior del Edificio: tenía la puerta principal a la calle de la Baylía, otra a la de Caballeros y dos más que daban entrada por los dos frentes restantes, de modo que las cuatro puertas confrontaban entre sí y los simétricos arcos de que se hallaba cruzado el anchoroso patio no solo no perjudicaban al bello efecto de su bien entendida colocación, si[no] que aquellos multiplicados pilares sobre que estribaban las arqueadas bóvedas le daban el grave y grandioso aspecto tan propio de aquellos siglos y del regio alcázar que sustentaban. Algunos de los arcos correspondientes a la parte de la calle del Reloj se macisaron desde luego para cumplir con el mandato del Monarca conquistador que prevenía que la Cárcel pública estuviese en la misma casa de la Ciudad, donde el Justicia exerciese su jurisdicción. En su obedecimiento pues se estableció en este local la Cárcel llamada comuna o destinada para los criminales ordinarios, que ocupaba todo el sitio que se halla bajo las actuales Salas del racionalato, capilla y consejo secreto, y allí permaneció hasta el día 15 de febrero de 1585 como luego diremos; algunos de los otros arcos sufrieron igual suerte a medida que la necesidad o el capricho lo exigieron.
José María Zacarés y Velázquez, 1856

Por la reconstrucción realizada tras el incendio de 1586 adquiere su aspecto renacentista. Sobre la puerta de entrada estaba la inscripción: «SPQV» (Senatus Populusque Valentinus) y la fecha «1635».

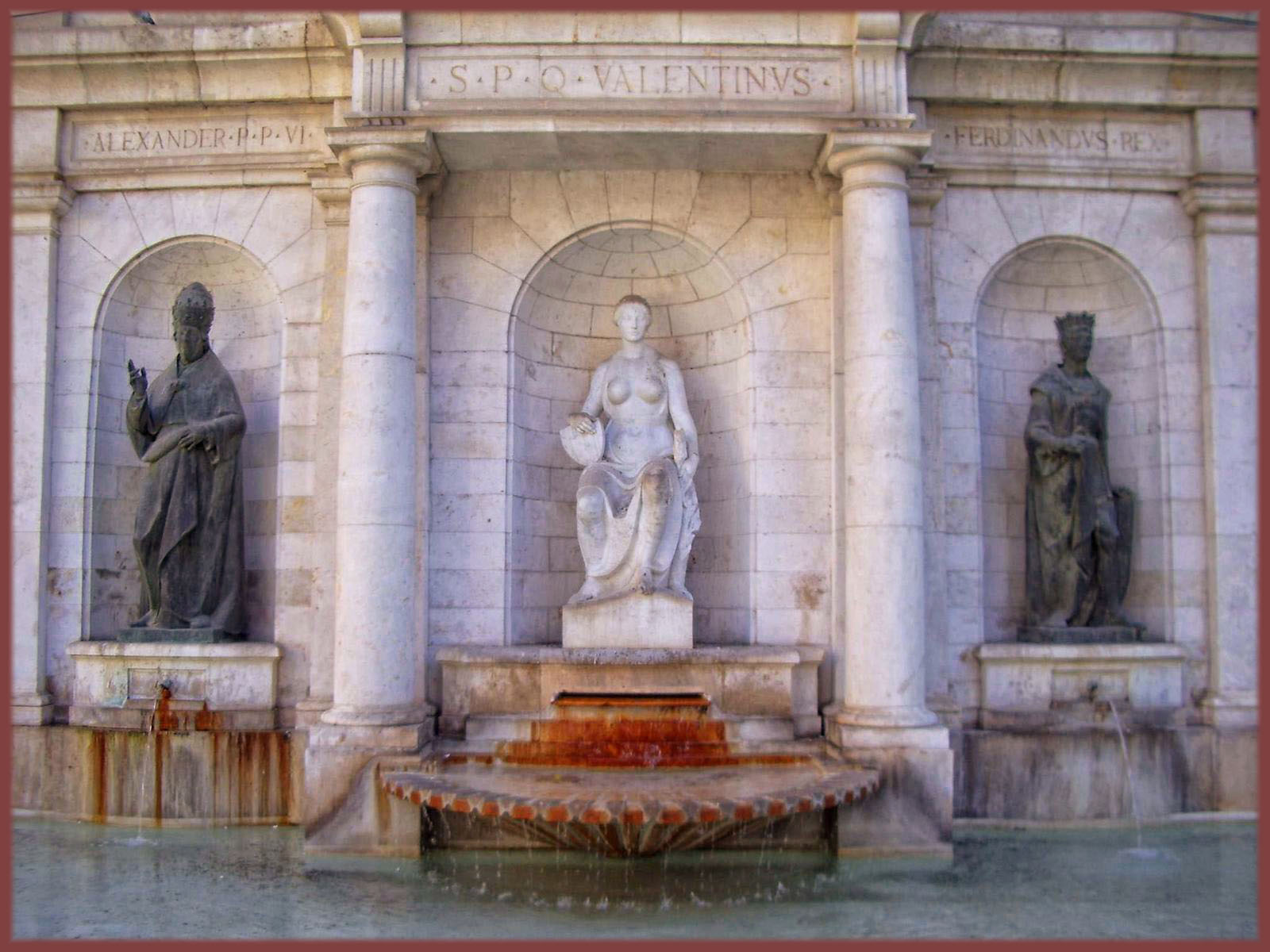
Senatus Populusque Valentinus (SPQV)

## Historia

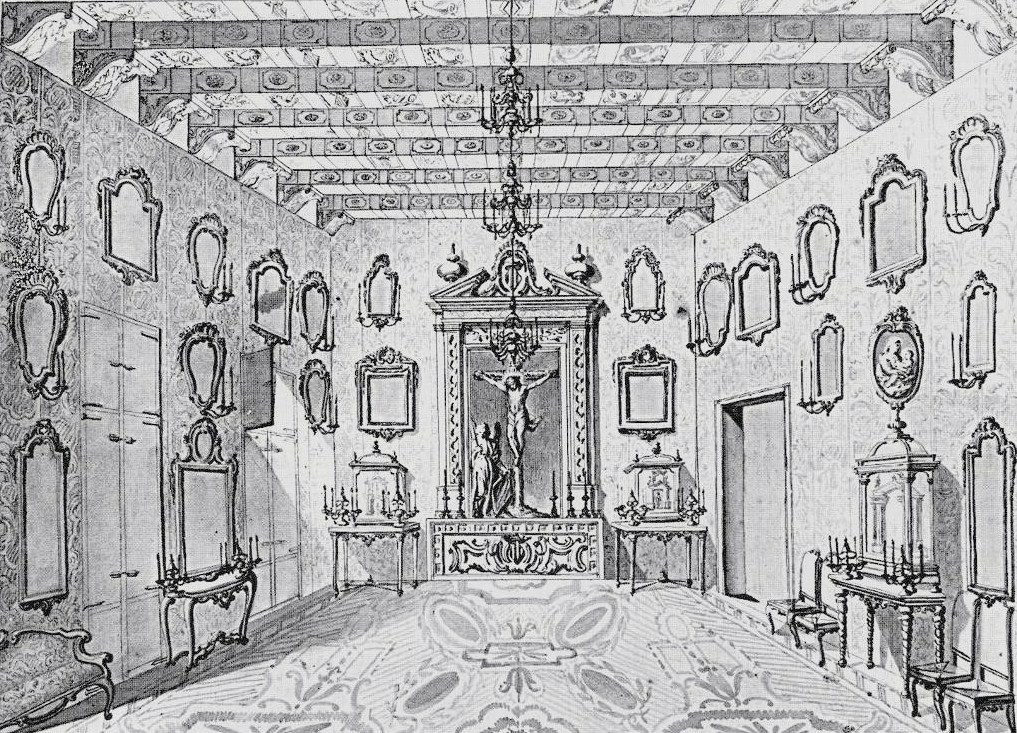
Interior de la Sala del Consejo o Cámara de los Ángeles de la Casa de la Ciudad de Valencia

En el siglo XIII, tras la conquista de la ciudad, el rey Jaime el Conquistador realizó concesiones para establecer una sede inicial para la Casa de la Ciudad, en un lugar próximo a la actualmente conocida plaza de la Almoina, cerca del Palacio Arzobispal.
La primera casa consistorial se construyó en su ubicación definitiva hacia el año 1302, aunque no será hasta 1311 cuando Jaime II autorice la ampliación de unos locales que rápidamente se habían quedado angostos para las necesidades de la actividad municipal.
Sería en 1342 cuando se termina el primer edificio que se mantuvo estable con una distribución de estancias para los Jurados (la Sala del Consell o Consejo), los escribanos, los justicias, una cárcel, los notarios, el Maestre racional, los archivos y los recaudadores de impuestos así como una capilla.
En 1376-1377 se amplió de nuevo el edificio para construir la Sala del Consejo Secreto (Consell secret), y otro local para los recaudadores de impuestos. En esas obras intervino el maestro de obras Bernat Boix de Valencia.
Hacia 1392 el pintor Andrés Marzal de Sax decoró con pinturas murales la Sala del Consejo Secreto, representando en sus muros el Juicio final, el Paraíso, el Infierno y el ángel custodio:

Àngel Custodi, del Déu infinit, guardeu la ciutat de dia i de nit per tal que no entre el mal enemic.
Ángel Custodio, del Dios infinito, guardad la ciudad de día y de noche para que no entre el mal enemigo.

Entre los años 1418 y 1426, con el maestro Joan del Poyo dirigiendo las obras, se concluyó la llamada cambra nova o «cambra Dorada», asomando «a la antigua calle de los Hierros, englobada actualmente como parte de la Plaza de la Virgen.» La espléndida techumbre de artesonado se conserva actualmente «en el salón del Consulado del Mar de la Lonja de Valencia.» Para el profesor Serra, «componen acaso la mejor muestra de la escultura monumental del gótico internacional en tierras valencianas.» Entre las funciones desempeñadas en esta estancia estaban las recepciones protocolarias pero también las reuniones de los jurados.

### Incendio de 1423
En 1421-1423 se construyen nuevas estancias que obligan a ampliar las alturas y el perímetro del edificio. En 1423 un incendio que causa daños considerables en la cubierta de madera, en la cubierta exterior y en parte de los muros de la Sala del Consejo.
Entre 1424 y 1428 se realizaron las reparaciones con muchas dificultades por la indecisión en la selección de los materiales optando por una nueva cubierta más sencilla de escasa altura. Del resultado de las reparaciones, y por la nueva decoración de la cubierta con numerosos de ángeles portando escudos de la ciudad decorando el techo, se empezó a denominarla como Sala de los Ángeles.
El año 1454 se reforma la capilla, una de las estancias más importantes del edificio municipal, y en 1517 se terminará por levantar una nueva capilla con cubiertas con bóvedas de crucería con el maestro de obras Jaume Vicent. En 1458 todavía se estaba trabajando en detalles de poca importancia dentro de los locales.

### Incendio de 1586
Ampliamente documentado el incendio del 15 de febrero «cuyo alcance desfiguró sólo en parte el conjunto configurado en los siglos anteriores. El Libre de Antiquitats de la catedral relata cómo el fuego prendió en la escribanía de la Sala y en el archivo del Racional, donde ardieron molts libres de taula, pero pudieron salvarse los que estaban en el retret o apartament del Racional, puesto que el incendio consumió sobre todo las partes altas del edificio sin que fuera posible atajarlo desde las casas vecinas, más bajas. Temiendo que el fuego alcanzase las salas doradas, se vaciaron los archivos a través de las ventanas y se trasladaron después libros y documentos a la catedral». Al parecer los presos residentes en las celdas de la planta baja provocaron el fuego.» Este episodio provoca «la renovación de una parte importante del edificio, aunque no afectó a los espacios principales.»
Cuando en marzo de 1586 se comienzan las remodelaciones en la parte norte «se trasladaron las antiguas prisiones a las Torres de Serranos, Quart y a la Cofradía de San Narciso», (al inicio de la calle Salvador) desde entonces conocida esta último como la Cárcel (o Prisión) de San Narciso.

### Demolición
Entre los años 1854 y 1860 la casa consistorial, en estado ruina, fue demolido y sus funciones se trasladan al actual edificio municipal, entonces Casa de Enseñanza de Niñas que se había mandado construir por el arzobispo Andrés Mayoral durante el siglo XVIII.

## Conservación
En el Museo Nacional de Arte de Cataluña se conservan cuatro de los retratos de los reyes de Aragón elaborados entre 1427 y 1428 por los pintores Gonçal Peris Sarrià y Jaume Mateu para la Sala del Consejo.
En el Museo Histórico Municipal de Valencia se custodia la tabla principal del tríptico del Juicio Final (c. 1420 - c. 1495). En la tabla central se representa una escena de Cristo en Majestad rodeado por San Juan Bautista y la Virgen María (la Déesis), mientras tanto en la parte inferior se muestra al arcángel san Miguel con la balanza pesando las almas de los enjuiciados con un diablo tratando tramposamente de inclinar la balanza a su favor. Por lo que respecta a las tablas laterales, conservadas en el Museo de Bellas Artes de Valencia, se representan el Paraíso con los bienaventurados caminando (derecha [izquierda del espectador]) y el Infierno con los sufrimientos de los condenados (a la izquierda [derecha del espectador]) en la cara interna, mientras que en la externa se representa a Adán y Eva siendo expulsados del Paraíso. Este tríptico, adquirido en 1494 por el Consejo de la Ciudad, se encuentra en la ciudad de Valencia, aunque divididas sus partes entre dos museos diferentes sin que, hasta el momento, se haya llegado a un acuerdo satisfactorio para todas las partes que permitar reconstruir la obra completamente.

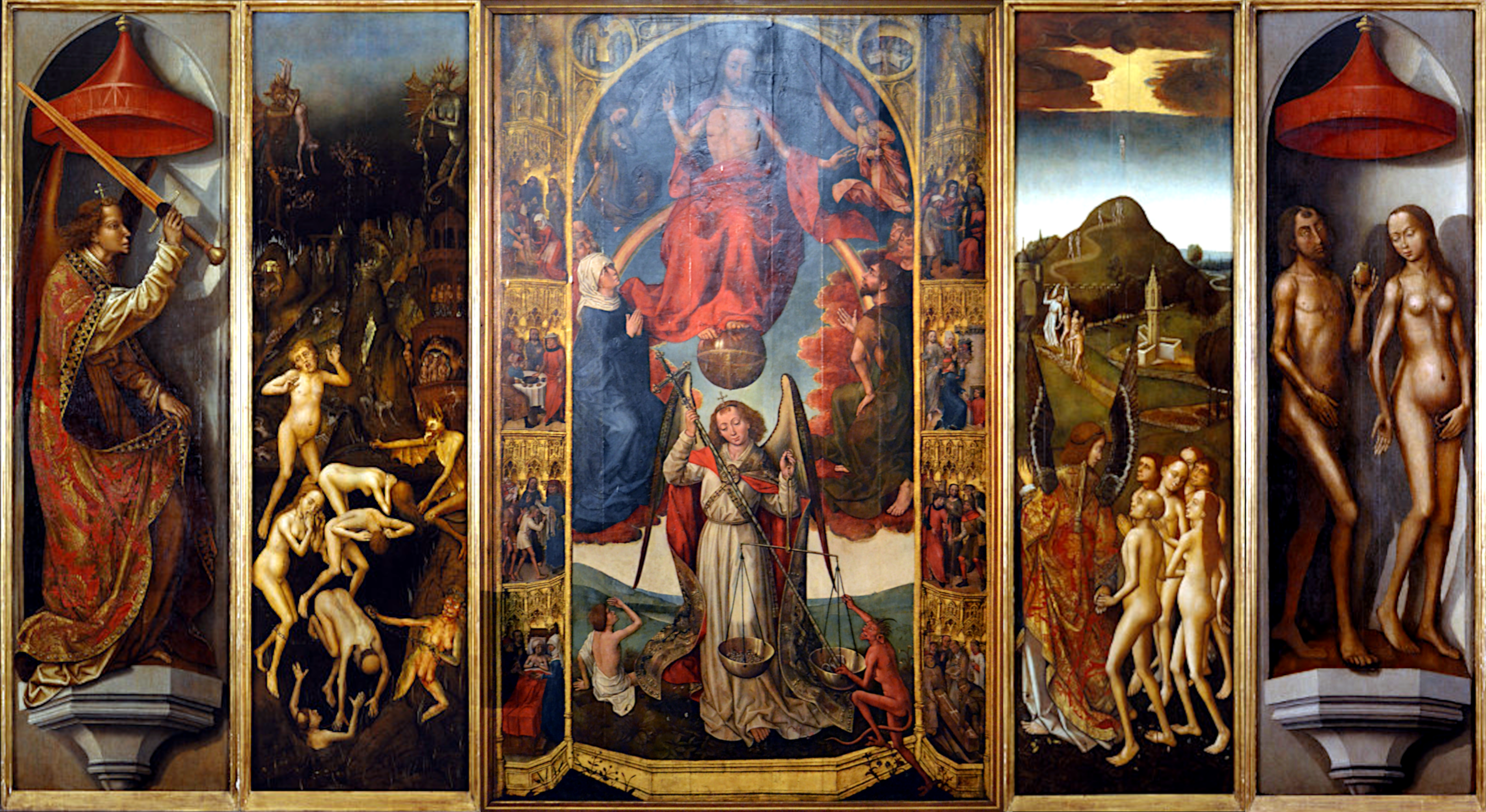
El Tríptico antiguamente atribuido a Vrancke van der Stockt recompuesto (recreación)

En la Lonja se localiza la reja de hierro utilizada en una de las estancias de la desaparecida Casa de la Ciudad. Ahora se puede ver en la planta baja de la Torre (antigua capilla).
También la Roca "Valencia" construida en 1855 para conmemorar el IV centenario de la canonización de San Vicente Ferrer, y que procesiona en el Corpus Christi, está construida con partes procedentes del llamado Salón de los Ángeles, en concreto, cuatro ejemplares representando a ángeles custodios.